# Cercle de Lemoine
En géométrie du triangle, les cercles de Lemoine sont des cercles définis par rapport à un triangle, portant le nom d'Émile Lemoine, qui sont des cas particuliers de cercles de Tucker. Les deux premiers ont été étudiés par Lemoine lui-même, et le troisième a été découvert par Jean-Luc Ehrmann en 2011.

## Premier cercle de Lemoine

Premier cercle de Lemoine

Le premier cercle de Lemoine, ou triplicate ratio circle par Tucker, est le cercle formé par les intersections des parallèles aux côtés d'un triangle menées par le point de Lemoine et les côtés du triangle de référence, qui sont cocycliques.
Le centre du cercle est le milieu du diamètre de Brocard [OL] où O est le centre du cercle circonscrit. Ce point a pour nombre de Kimberling X182 . Le premier cercle de Lemoine est donc concentrique avec le cercle de Brocard.
Le rayon du premier cercle de Lemoine, avec les longueurs a = BC, b = AC et c = AB, R le rayon du cercle circonscrit à ABC, et ω l'angle de Brocard du triangle de référence vaut :
{\displaystyle R_{L}={\frac {1}{2}}R\sec(\omega )={\frac {abc{\sqrt {a^{2}b^{2}+b^{2}c^{2}+c^{2}a^{2}}}}{(a^{2}+b^{2}+c^{2}){\sqrt {(a+b+c)(a+b-c)(b+c-a)(c+a-b)}}}}.}
Les droites (RQ), (ST) et (PU) sont antiparallèles aux côtés d'un triangle. Les segments sont de même longueur et leurs milieux A’, B’ et C’ situés sur les symédianes forment un triangle A’B’C’ homothétique de ABC dans une homothétie de centre L.
L'hexagone PQRSTU est un hexagone de Lemoine.

## Deuxième cercle de Lemoine

Deuxième cercle de Lemoine

Le deuxième cercle de Lemoine est formé par les intersections des antiparallèles aux côtés d'un triangle ABC, menées par le point de Lemoine L, avec les côtés du triangle ABC, qui sont donc cocycliques.
Ces points sont situés sur le deuxième cercle de Lemoine centré en L et, en notant les longueurs des côtés de rayon rK = abc⁄(a2 + b2 + c2).
Ce cercle est également appelé cercle des cosinus (par John Casey), car les longueurs des cordes [P'Q'], [R'S'] et [T'U'] sont proportionnelles aux cosinus des angles aux sommets opposés du triangle ABC. 
Les points d'intersection A’1, B’1, C’1 des droites (RQ), (ST) et (PU) sont situés sur les symédianes.
Ils forment un triangle A’1B’1C’1 symétrique de ABC dans une symétrie de centre L. Par la même symétrie, les triangles P'R'T' et Q'S'U' sont symétriques.
Les quadrilatères P'Q'S'T', Q'R'T'U' et R'S'U'P' sont des rectangles.

## Troisième cercle de Lemoine

Les "quatre" cercles de Lemoine du triangle ABC (celui d'ordre 0 est le cercle circonscrit)

Le troisième cercle de Lemoine tel que défini par Ehrmann est défini comme suit : pour un triangle ABC de point de Lemoine K, le cercle de Lemoine est le cercle des intersections des côtés étendus (AB), (BC), (CA) et des cercles circonscrits aux triangles ABK, BCK, CAK.
L'encyclopédie mathématique en ligne MathWorld définit le troisième cercle de Lemoine comme le cercle circonscrit au triangle de Lemoine du triangle ABC.